# In Movement
In Movement ist ein Jazzalbum von Jack DeJohnette, Ravi Coltrane und Matthew Garrison. Die im Oktober 2015 in den Avatar Studios, New York City, entstandenen Aufnahmen erschienen im Mai 2016 auf ECM Records.

## Hintergrund
In den 2010er-Jahren hat Jack DeJohnette in seinen neuen Aufnahmen Bezüge zu seiner „geschichtsträchtigen Jazzkarriere“ hergestellt, die inzwischen über sechs Jahrzehnte währt, notierte Thom Jurek. 2013 leitete er eine „Traumband“ beim Chicago Jazz Festival, zu der (neben Bassist Larry Gray) Roscoe Mitchell, Henry Threadgill und Muhal Richard Abrams gehörten, mit denen er zu Beginn der 1960er Jahre in der Association for the Advancement of Creative Musicians (AACM) gespielt hatte. Dieser Auftritt wurde 2015 von ECM unter dem Titel Made in Chicago veröffentlicht. Auf dem – ebenfalls bei ECM erschienenen – Album In Movement spielt Jack DeJohnette als Bandleader eines Trios mit dem Saxophonisten Ravi Coltrane und dem Bassisten und Elektroniker Matthew Garrison. Als junger Schlagzeuger hatte er die Gelegenheit gehabt, mit ihren beiden Vätern John Coltrane und Jimmy Garrison zu spielen. So beginnt auch das Album mit John Coltranes klassischer Komposition aus der Zeit der amerikanischen Bürgerrechtsbewegung, „Alabama“.

## Titelliste
- Jack DeJohnette, Ravi Coltrane, Matthew Garrison: In Movement (ECM Records ECM 2488, ECM Records 476 1598)[2]

1. Alabama (John Coltrane) 6:51
2. In Movement (Jack DeJohnette, Matthew Garrison, Ravi Coltrane) 9:21
3. Two Jimmys (Jack DeJohnette, Matthew Garrison, Ravi Coltrane) 8:14
4. Blue in Green (Bill Evans, Miles Davis) 5:57
5. Serpentine Fire (Maurice White, Reginald Burke, Verdine White) 9:02
6. Lydia (Jack DeJohnette) 4:46
7. Rashied (Jack DeJohnette, Ravi Coltrane) 5:48
8. Soulful Ballad (Jack DeJohnette) 4:22

## Rezeption
Thom Jurek verlieh dem Album in Allmusic vier Sterne und schrieb, abgesehen von historischen Bezügen sei In Movement ein überzeugendes erstes Statement einer Band, die trotz Generationsunterschieden durch tiefes gegenseitiges Zuhören und harmonische Intelligenz verbunden ist. Die Zukunft dieser Gruppe stecke voller Möglichkeiten.

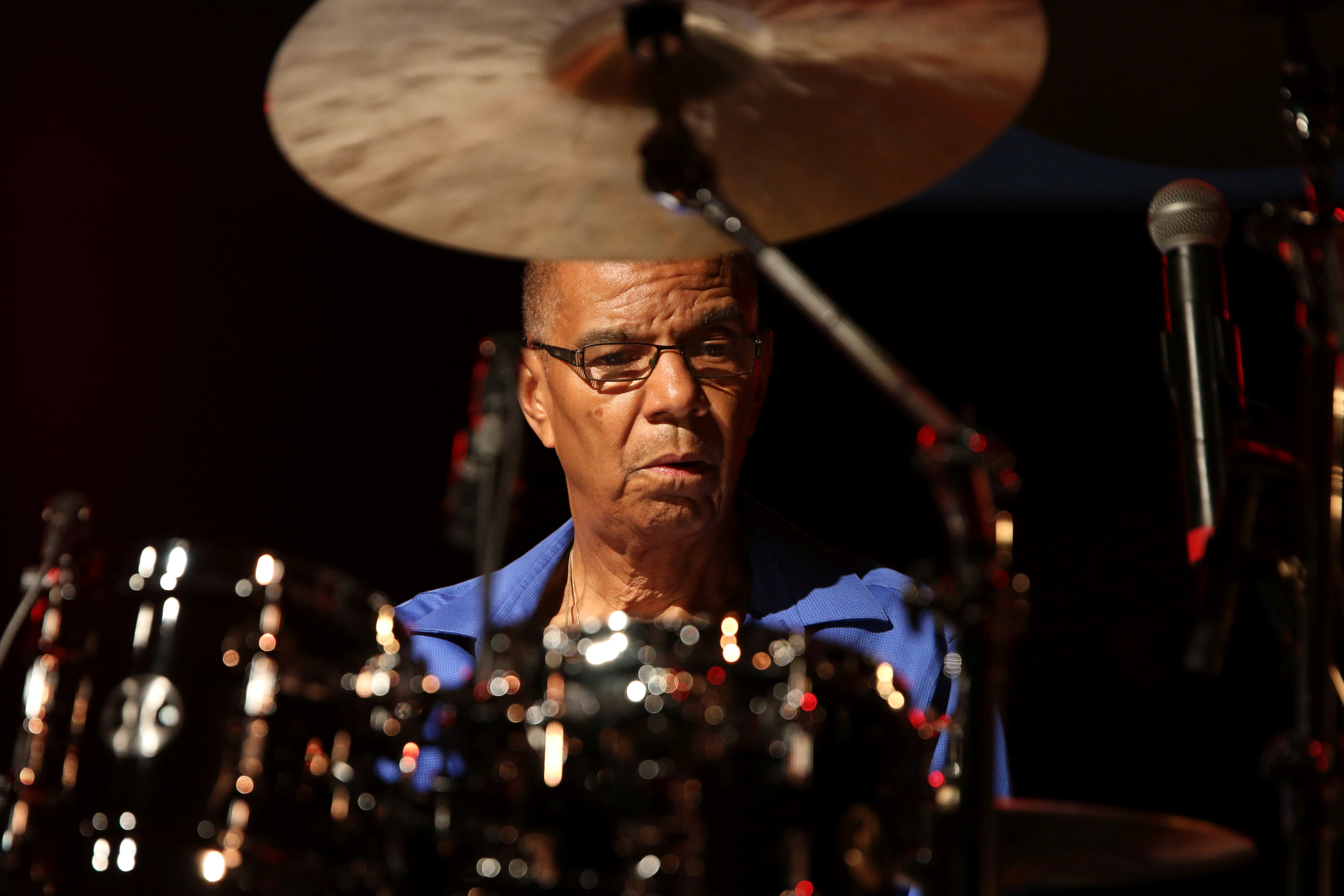
Jack DeJohnette bei einem Auftritt auf dem Deutschen Jazzfestival 2015 mit Roscoe Mitchell und Matt Garrison

Zusammen sind Ravi Coltrane und Matthew Garrison die Söhne der Hälfte von John Coltranes klassischem Quartett, schrieb Charlie Heller in Bandcamp Daily. Aber das einzige bisschen, was das Album von einem 1960er-Revival mitbringe, sei der Drang, etwas Neues zu machen. Garrison – DeJohnettes Patensohn – sei seit langem ein Favorit unter Bassisten, weil er einen akkordischen Stil auf der fünfsaitigen E-Bass-Gitarre entwickelt hat, und das Spiel auf dem Altsaxophon des jüngeren Coltrane sei auf Flying-Lotus-Alben so zu Hause wie das jeder Jazzgruppe. Auf dem Eröffnungsstück, einer Version des älteren Coltrane-Bürgerrechts-Klassikers „Alabama“, sei es das älteste Mitglied des Trios, dessen Spiel am weitesten vordringe, mit einem Schauer von Beckenschlägen, die sich zu einer Welle verdichten und sich perfekt im Takt anfühlen. Der Rest des Albums erkunde riesiges Terrain, so der Autor. Die elektroakustischen Experimente des Titeltracks tauchen in Radiohead-Vibes ein, während das Trio mit „Serpentine Fire“ ein völlig verändertes Earth, Wind & Fire-Cover spiele, das von DeJohnettes Backbeat bestimmt ist. Wie auch immer, DeJohnette klinge wie seit fast fünf Jahrzehnten in seinem Element.
Nach Ansicht von John Fordham, der das Album im Guardian rezensierte, mache die Energie und Musikalität des ehemaligen Miles Davis und Keith-Jarrett-Schlagzeugers Jack DeJohnette mit 73 Jahren zu einem der Wunderwerke des zeitgenössischen Jazz. Trotz seiner Coverversionen von „Alabama“ und „Blue in Green“ sei die Musik durch und durch zeitgenössisch in seiner Verschmelzung von Ravi Coltranes Lyrik (oft auf dem durchdringenden, silbrig getönten Sopranino-Saxophon), Garrisons rockigem Bass Sounds und Elektronik mit DeJohnettes dramatischer Interpunktion. „Serpentine Fire“ von Earth Wind and Fire gebe einen funkelnden Einblick in die Ära DeJohnettes bei Miles Davis’ Bitches Brew (1969), und „Rashied“ sei ein heißer Free-Jazz-Schlagzeug/Saxophon-Dialog mit Coltrane in seiner keuchendsten Hemmungslosigkeit. Dies ist eine Partnerschaft, so Fordhams Resümee, die das Beste aus ihren leistungsstarken Teilnehmern heraushole.
Seth Colter Walls schrieb in Pitchfork Media, trotz der großen Schatten, die ihre Vorfahren werfen, zeige In Movement, wie sich sowohl Ravi Coltrane als auch Matthew Garrison als eigenständige Instrumentalisten in der zeitgenössischen Jazzszene entwickelt haben. Und sie verfügten über Fähigkeiten, die mit denen von DeJohnette übereinstimmen. Niemand in dieser Gruppe müsse vor der Geschichte des Jazz davonlaufen oder sie übermäßig fetischisieren, um wie ein Individuum zu klingen – eine gemeinsame Fähigkeit, die In Movement zu einer häufig faszinierenden Erfahrung mache.